# Romantika
Romantika – первый круизный паром, построенный  в 2002 году на верфи Aker Finnyard в Раума в Финляндии по заказу эстонской компании Tallink и эксплуатируемый ею на линии Таллинн — Стокгольм.

## История
Romantika явилась вообще первым построенным для эстонского морского пароходства новым судном, который со своими на тот момент гигантскими размерами стал флагманом эстонского флота. Судно было заказано 30 августа 2000 г. Закладка киля под заводским номером 433 состоялась 23 мая 2001 г., а спуск на воду 14 декабря 2001 г. 10 мая 2002 г. судно было передано компании Tallink. Спустя два года в 2004 г. флот пополнился судном-близнецом Victoria I.
До 2006 г. Romantika курсировала на линии между эстонским Таллином и финским Хельсинки. После постройки парома Galaxy паром Romantika отправили на линию Таллин – Стокгольм, где он проработал 3 года, пока его не перенаправили на линию Рига – Стокгольм, где ранее работала Regina Baltica. 
C 7 августа 2014 паром Romantika эксплуатируется на линии Таллин — Стокгольм вместо переведённого на линию Таллин — Хельсинки парома Baltic Queen, заменившего на этой линии паром Silja Europa, подготавливаемый на таллинской верфи в Пальяссааре для работы в Австралии.
С 2009 по 2015 год портом приписки являлась Рига, и судно ходило под латвийским флагом. В мае 2015 года судно вернулось под эстонский флаг. Порт приписки — Таллин.
С декабря 2016 года по сентябрь 2020 судно ходило под латвийским флагом и портом приписки являлась Рига, но из-за пандемии Covid-19, судно не курсировало по обычному маршруту Рига — Стокгольм, а находилось в отстойнике[уточнить] в Пальясааре.